# Chameleon jemenský
Chameleon jemenský (Chamaeleo calyptratus) je druh velkého chameleona žijícího v hornatých oblastech Jemenu a Saúdské Arábie. Je typický velmi vysokou přilbou a výrazným hrdelním hřebenem. Často je chován jako terarijní zvíře. V CITES je zařazen v příloze II.

## Popis
Samec může dorůst do délky až 65 cm, samice je výrazně menší a dorůstá maximálně 45 cm. Chameleon jemenský má širokou tlamu a nezávislé na sobě pohyblivé oči, hlava nese nápadnou přilbu, která může být u dospělého samce až 8 cm vysoká. Hrdelní hřeben je dobře vyvinutý, tvořený ostnatými šupinami, vysoký jednořadý hřeben má chameleon jemenský také na hřbetě. Tělo je bočně zploštělé a nohy mají prsty srostlé v klíšťky, které jsou na hrudních končetinách tvořeny dvěma vnějšími a třemi vnitřními prsty, na pánevních končetinách je tomu naopak. Prsty jsou opatřené silnými drápy. Ocas je dlouhý a ovíjivý.

### Zbarvení
Základní barva kůže je zelená, která se v závislosti na náladě mění ze světle citronově zelené do jednolité tmavě olivové. Zelená základní barva je přerušována pruhy a skvrnami žluté, hnědé a modré. Nerozmnožující se samice a mladí chameleoni mají obvykle jednotnou zelenou barvu se skvrnami v bílé barvě. Rozmnožující se a březí samice jsou velmi temně zelené s modrými a žlutými skvrnami. Výraznost těchto znaků závisí na několika faktorech, mimo jiné na zdraví, náladě a teplotě těla ještěra.

## Výskyt
Chameleon jemenský obývá horské a podhorské polopouště na jihu a jihozápadě Arabského poloostrova v oblasti od provincie Asír v Saúdské Arábii až do Jemenu k okolí města Aden. Zde se vyskytuje v nadmořských výškách mezi 1200–2000 m n. m. Ferální populace, vzniklé únikem či vypuštěním chameleonů chovaných v zajetí, existují na Floridě a na Havajských ostrovech.

## Chování
Je to samotář a stromový živočich, žije ve větvích akácií, na sukulentních rostlinách a keřích, nebo i v blízkosti člověka, v alejích, nebo i na kulturních plodinách, jako je kukuřice. Den tráví ve výšce 1–3 m nad zemí, nocuje na nejvyšších větvích.

### Potrava
Je velice žravý, dlouhým jazykem lapá členovce i drobné obratlovce, jako jsou ještěrky, gekoni, nebo mláďata ptáků. Dospělí chameleoni jemenští přijímají i rostlinnou potravu, požírají zelené listy, květy i plody.

## Rozmnožování
Období páření připadá v přírodě na září a říjen. Samec i samice se navzájem odstrašují výstražným zbarvením a nafukováním, samotná kopulace trvá asi 5 minut. Chameleon jemenský je vejcorodý, za 30–45 dní po spáření samice do 20 cm hluboké, vyhrabané jamky, snáší 20–70 vajec. Ty po snesení zahrabe. Mláďata se líhnou za 150–200 dní a ihned po vylíhnutí jsou samostatná. Samice pohlavně dospívají v šesti až sedmi měsících, samci o něco později.
V zajetí se chameleon jemenský páří celoročně a samice může mít až tři snůšky vajec za rok.

## Chov v zajetí
Chameleona jemenského je možno chovat v  jednotlivě v teráriu o rozměrech alespoň 150 × 70 × 80 cm, největším rozměrem je výška. Chameleoni jsou samotářská zvířata, proto se chovají jednotlivě. V kontaktu jsou pouze za účelem rozmnožování . Terárium musí být vyhříváno na teplotu 30–35 °C, s nočním poklesem na pokojovou teplotu 21–25 °C. Terárium je nutné vybavit větvemi na šplhání, kameny a ideální jsou živé rostliny, které pomáhají udržovat mikroklima. Vhodný je například ibišek, voděnka, nebo fíkus malolistý či šplhavý. Terárium je třeba nejméně jednou, lépe dvakrát denně (ráno a večer) rosit.
V zajetí je chameleon krmen hmyzem vhodné velikosti, mláďatům se podávají octomilky, dospělým jedincům především cvrčci vhodné velikosti, dobré je ale, když je strava co nejpestřejší, lze nabízet též sarančata, šváby, pavouky, larvy potemníků moučných (moučné červy) a brazilských (zofobasy, nejlépe čerstvě svlečené), mouchy a jiný hmyz, dospělí jedinci mohou dostávat i mláďata myší a rostlinnou potravu, zejména sladké ovoce (banán, hruška). Nutné je doplnění vitamíny a minerály.
Chameleon jemenský se v teráriu dožívá 5–10 let, samci žijí zpravidla déle než samice.

## Fotogalerie

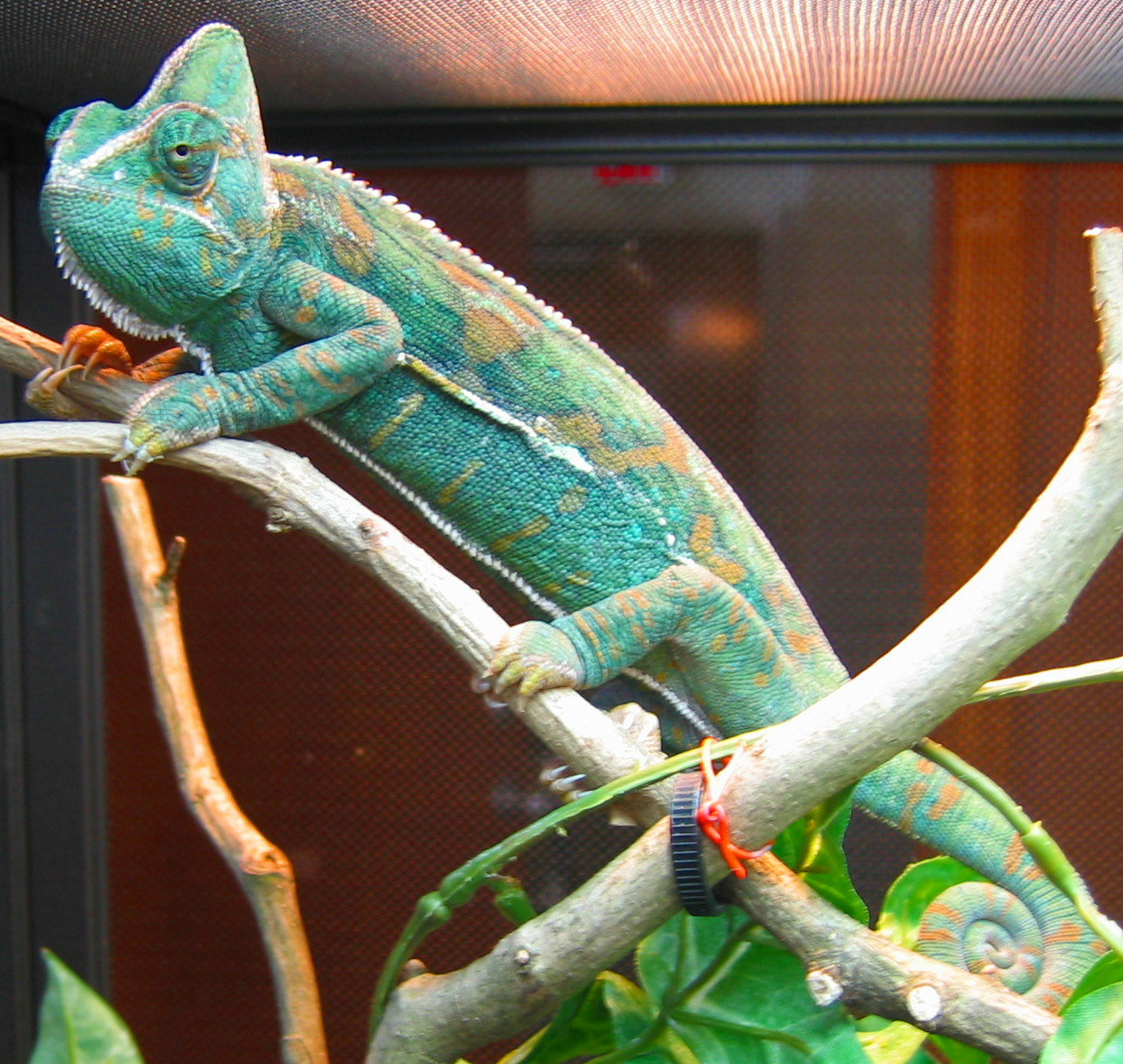
Samice chameleona jemenského
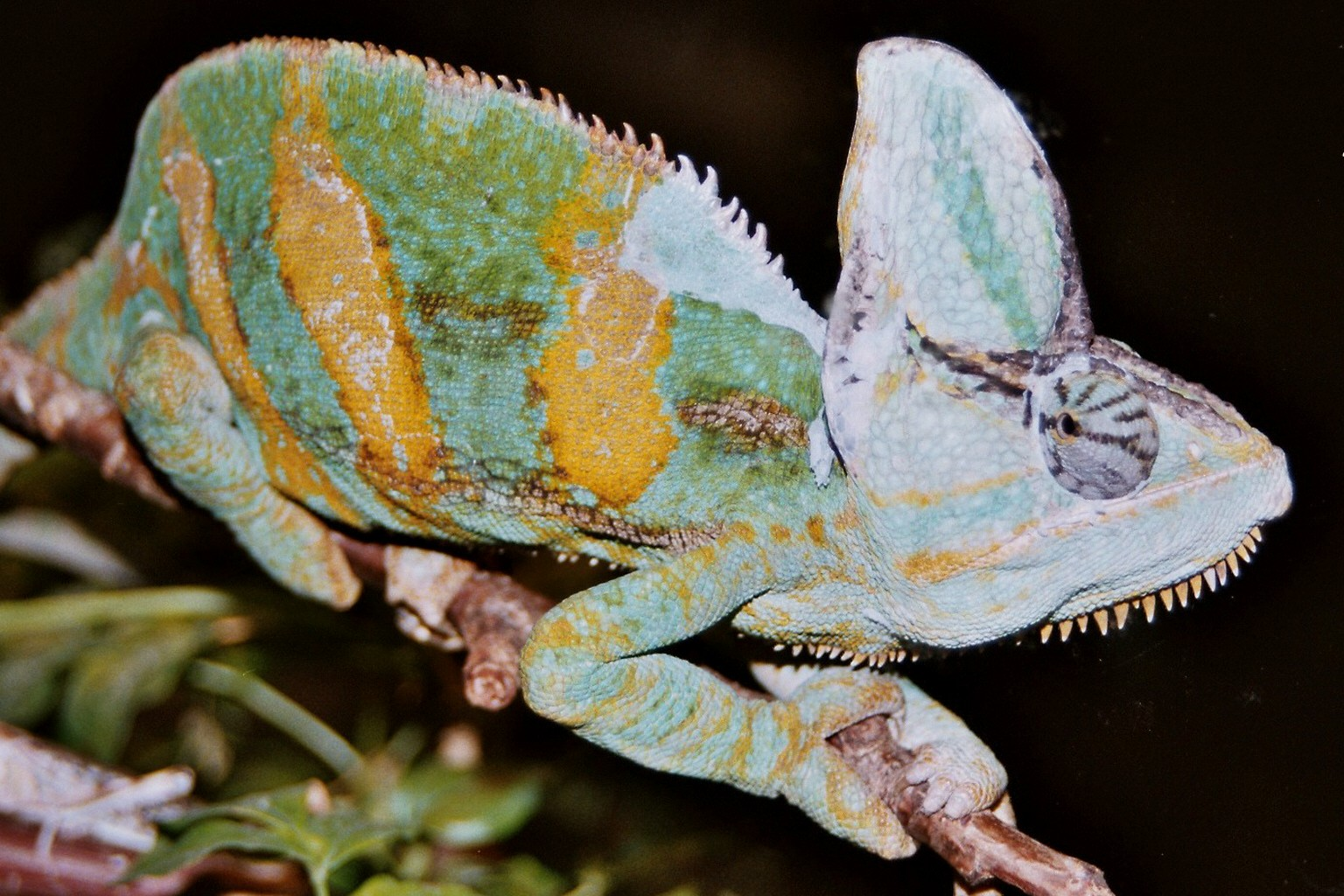
Chameleon jemenský
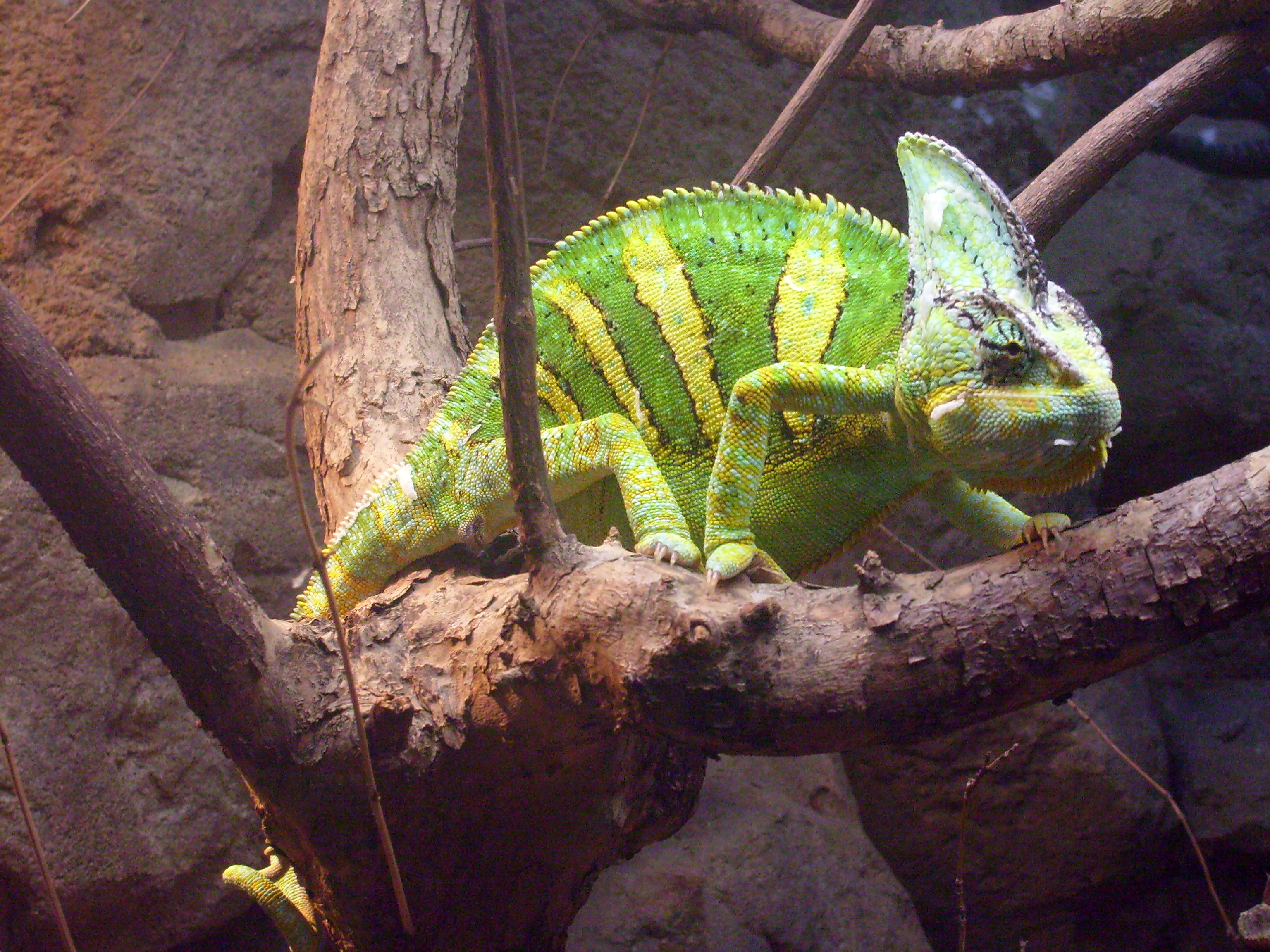
Další chameleon jemenský